# Stefi Ákos
Stefi Ákos, geborene Stefánia Szűcs (* 1. April 1919 in Monor; † 21. Februar 2005 in Budapest), war eine ungarische Sängerin.

## Leben
Stefi Ákos absolvierte die Hochschule für Musik als Sängerin mit Auszeichnung. In den 1950er und 1960er Jahren war sie in Ungarn sehr populär. Ihr bevorzugtes Genre war die Tanzmusik, zum Teil  Stücke mit lateinamerikanischen Rhythmen. Sie arbeitete lange Zeit mit dem Magyar Rádió Tánczenekara (Tanzorchester des Ungarischen Rundfunks) zusammen. Daneben war sie als Gesangslehrerin tätig. Zu ihren größten Erfolgen zählt das Stück Mariguana Cha-Cha-Cha.

## Bekannte Interpretationen
- Brazil
- Csokoládé
- Mariguana Cha-Cha-Cha
- Pest felé szökik a nyár
- Szalmaláng
- Úgy szeress, hogy sose múljon el
- Bolyongok a város peremén

## Rezeption
Ihre Aufnahme Mariguana Cha-Cha-Cha wurde mehrfach als Vorlage für einen Remix verwendet, so etwa von der ungarischen Gruppe Anima Sound System im Jahr 1999 und findet sich zudem auf einer CD der Gruppe Mo’ Horizons.

## Diskographische Hinweise
- Stefi Ákos: Jaj, a Helén, 1946
- Stefi Ákos: Magát nagyon szerettem, 1948
- Stefi Ákos: Huppan a szekér, 1948
- Stefi Ákos: Az Első Percben, M.H.V., 1954
- Stefi Ákos: Gyakran A Muzsika Pompás Gyógyszer, M.H.V., 1954
- Stefi Ákos: Halló, ha ráér, 1958
- Stefi Ákos: Pepita, Hungaroton, 1982
- Mindenkinek Van Egy Álma (Sampler mit 5 CDs), 1998
- Anima Sound System: Mariguana Cha-Cha-Cha, 1999
- Stefi Ákos: Engem A Rumba Döntöget Romba, 2005
- Mo' Horizons: Some More Horizons, 2005